# Эмалахлени (местный муниципалитет)
Эмалахлени (англ. Emalahleni Local Municipality) — местный муниципалитет в районе Нкангала провинции Мпумаланга, ЮАР. Административный центр муниципалитета расположен в городе Эмалахлени. Мэром муниципалитета является Лина Малладжи.
Название муниципалитета на языках исизулу, исикоса и ндебеле означает «уголь». В провинции Восточно-Капская существует одноименный муниципалитет.

## Населенные пункты
В состав муниципалитета входят:
- Эмалахлени (бывший Витбанк)
- КваГука
- Огиес
- Га-Нала (Криел)
- Клевер
- Хлаланикахле
- Масакхане
- Фола
- Ридстрим Парк
- Тубелихле
- Восман

## Население
По данным переписи 2011 года:
- Общая численность населения: 395,466 человек (2011), 455,228 (2016)
- Расовый состав:
  - Чернокожие — 81,3 %
  - Белые — 15,7 %
  - Цветные — 1,7 %
  - Индийцы/азиаты — 0,9 %

Языковой состав (2011):
- исизулу — 38,6 %
- африкаанс — 14,9 %
- сепеди — 11,3 %
- ндебеле — 8,9 %
- свази — 5,8 %
- английский — 5,6 %

## Экономика
Регион является важным центром угледобычи в ЮАР. В муниципалитете расположены несколько крупных угольных шахт и электростанций.